# فمینیسم قربانی
فمینیسم قربانی (به انگلیسی: Victim feminism) اصطلاحی است که توسط برخی از نویسندگان محافظه کار پست‌فمینیست مانند کتی رویفه و ناومی وولف برای نقد اشکالی از کنشگری فمینیستی استفاده شده است که این ایده را تقویت می‌کند که زنان ضعیف یا فاقد عاملیت هستند.